# 乙醇酸甲酯
乙醇酸甲酯是一种有机化合物，化学式为C3H6O3，它是一种有机溶剂，也是重要的化工中间体。它可通过乙醇酸酯化、草酸二甲酯加氢等方法制得。
它和哌啶反应，可以得到2-羟基-1-(1-哌啶基)乙酮；和四氢吡咯的反应与之类似。